# Coon Valley
Coon Valley è un comune degli Stati Uniti, situato in Wisconsin, nella Contea di Vernon.